# ミカエル・スヴェンソン
ミカエル・スヴェンソン（Michael Lennart Svensson、1975年11月25日 - ）は、スウェーデンの元サッカー選手。元スウェーデン代表。ポジションはディフェンダー。

## 来歴
1999年にスウェーデン代表デビュー。出場機会は無かったが2002 FIFAワールドカップのメンバーにも選ばれた。2003年までに25試合に出場した。

## 代表歴

### 出場大会
- スウェーデン代表
  - 2002 FIFAワールドカップ

### 試合数
- 国際Aマッチ 25試合 0得点（1999年-2003年）[1]

| スウェーデン代表 | 国際Aマッチ | 国際Aマッチ |
| 年               | 出場        | 得点        |
| ---------------- | ----------- | ----------- |
| 1999             | 1           | 0           |
| 2000             | 2           | 0           |
| 2001             | 5           | 0           |
| 2002             | 8           | 0           |
| 2003             | 9           | 0           |
| 通算             | 25          | 0           |